# Leon (Gigant)

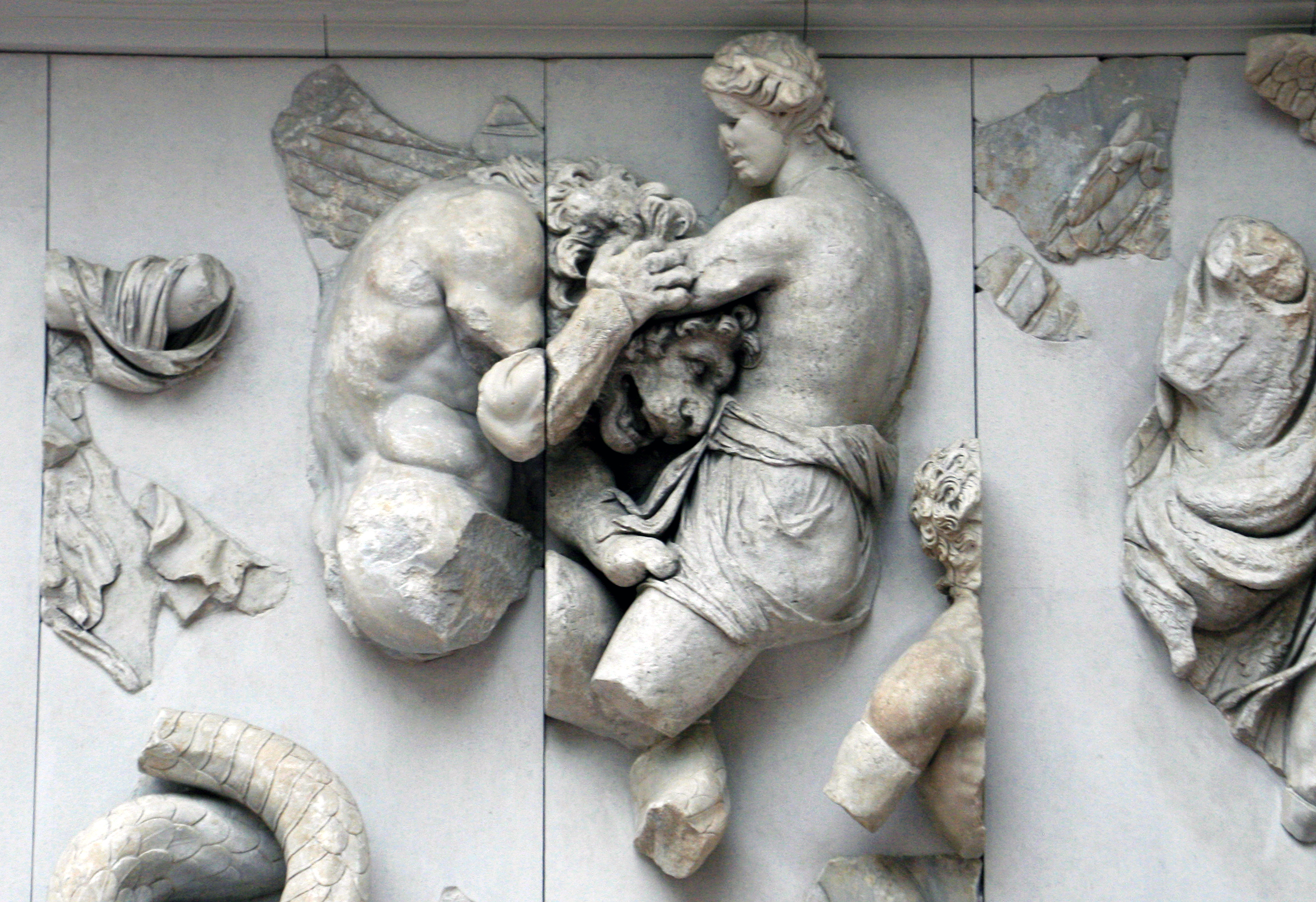
Möglicherweise der Gott Aither im Kampf mit dem auch als Leon gedeuteten Giganten am Pergamonaltar.

Leon (altgriechisch Λέων Léōn, deutsch ‚Löwe‘) ist in der griechischen Mythologie ein  Gigant mit menschlichem Körper und Löwenkopf, der von Herakles im Krieg zwischen den Giganten und den Göttern getötet wurde. Der Held machte sich einen Mantel aus dessen Haut.
Am Großen Fries des Pergamonaltars ist ein Gigant mit dem Kopf eines Löwen dargestellt, der von Teilen der Wissenschaft mit eben jenem Leon gleichgesetzt wird. Vor der Zeit des Hellenismus wurde Leon wie die anderen Giganten als Mensch wiedergegeben, erst während des Hellenismus wandelte sich das Aussehen mancher Giganten zu Bestien.